# Fjölvar
Fjölvar is een wezen, mogelijk reus, in de Noordse mythologie. Alternatieve schrijfwijzen zijn Fjolvar (zonder het trema), Fiolvar, en Fjölvari.
Volgens Hárbarðsljóð, stanza 16, bracht Odin "vijf winters" door met Fjölvar op het eiland Algrœn, waar ze onder andere samen vochten en vrouwen verleidden. Enkel in die passage van de Poëtische Edda is er sprake van Fjölvar.
Aangezien een vrouwelijke Fjölvör genoemd wordt in de nafnaþulur van reuzinnen, is Fjölvar vermoedelijk haar mannelijke tegenhanger, en bijgevolg een reus (Lindow 2002: 117). Daarnaast zou Fjölvar de vader kunnen zijn van de zeven zussen waarmee Odin naar bed geweest is, vermeld in stanza 18 (Bellows 2004: 127).